# 장차오양
장차오양(장조양, 중국어 간체자: 张朝阳, 정체자: 張朝陽, 병음: Zhāng Cháoyáng, 1964년 10월 31일 ~ ) 또는 찰스 장(Charles Zhang, 영어 이름)은 중화인민공화국의 기업가이다. 중국의 포털 사이트 소후를 설립하고 현재 회장을 맡고 있다.

## 약력
장차오양은 1964년 10월 31일 중화인민공화국 산시성 (섬서성) 시안시에서 태어났으며 1986년 칭화 대학 물리학과를 졸업하고 리정다오 장학금을 받아 미국에 유학하여 1993년 매사추세츠 공과대학교에서 박사 학위를 받은 뒤 박사후 연구를 수행하였다. 1996년부터 2년의 준비를 거쳐 1998년에 소후를 설립하였다. 소후는 베이징 칭화대의 과기원 내에 위치하고 있다.

## 같이 보기
- 알리바바 그룹
- 마윈